# I-Fly
I-Fly ist eine russische Charterfluggesellschaft mit Sitz in Moskau und Basis auf dem Flughafen Moskau-Wnukowo.

## Geschichte
I-Fly wurde im Sommer 2009 durch den russischen Reiseveranstalter TEZ Tour gegründet und leaste vier Boeing 757-200 von ILFC. Im Herbst 2011 und im Mai 2013 wurde je ein Airbus A330-300 von Air Berlin übernommen.

## Flotte

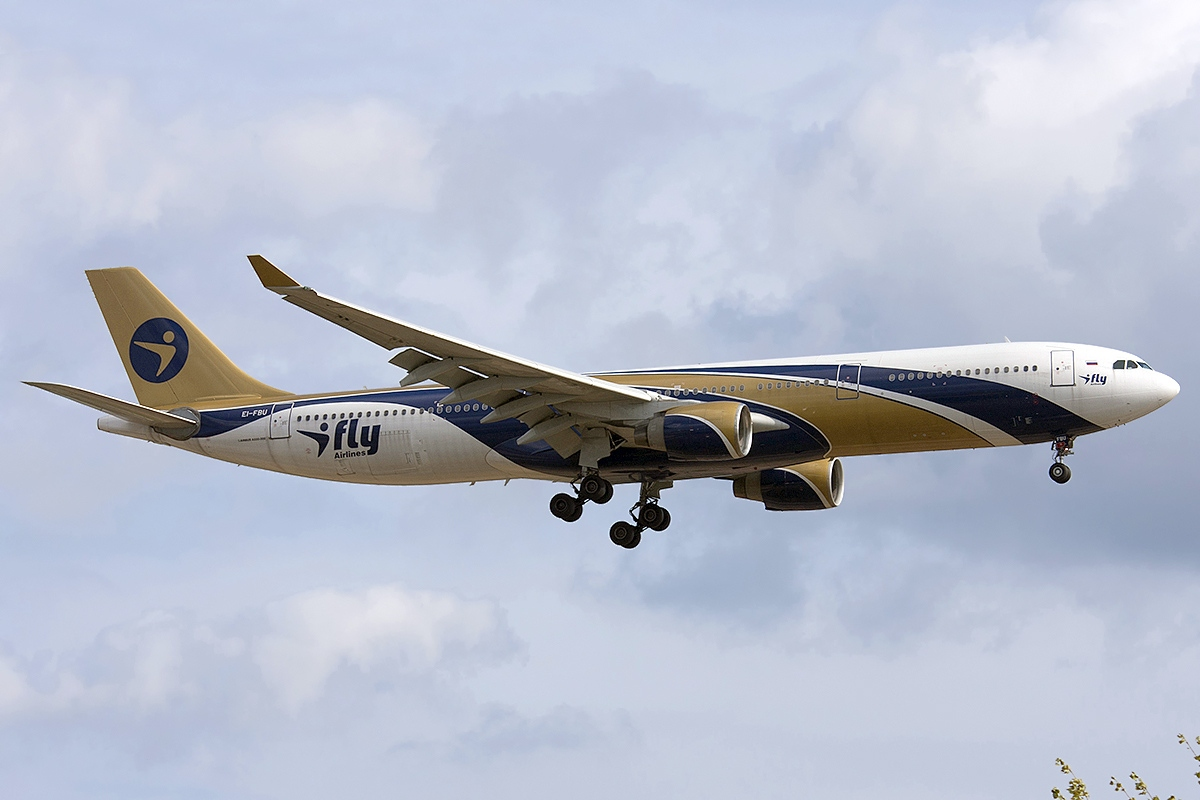
Airbus A330-300 der I-Fly

### Aktuelle Flotte
Mit Stand Mai 2024 besteht die Flotte der I-Fly aus sechs Flugzeugen mit einem Durchschnittsalter von 18,1 Jahren:
| Flugzeugtyp     | Anzahl | bestellt | Anmerkungen | Sitzplätze  | Durchschnittsalter |
| --------------- | ------ | -------- | ----------- | ----------- | ------------------ |
| Airbus A330-200 | 3      |          |             | 311 325 370 | 21,8 Jahre         |
| Airbus A330-300 | 3      |          |             | 387         | 14,4 Jahre         |
| Gesamt          | 6      | 0        |             |             | 18,1 Jahre         |

### Ehemalige Flugzeugtypen
In der Vergangenheit wurden auch Flugzeuge folgender Typen betrieben:
- Boeing 757-200
- Airbus A319-100